# Безіл Іваник
Безіл Вільям Іваник (англ. Basil William Iwanyk; нар. 4 січня 1970) — американський кінопродюсер українського походження. Є засновником Thunder Road Films і найбільш відомий за фільмами «Сікаріо», «Місто», «Гренландія» та франшизою «Джон Вік». Станом на 2018 рік його фільми заробили понад 2 мільярди доларів США.

## Фільмографія

### Фільми
| Продюсер - K-19: The Widowmaker (2002) (співпродюсер) - Ласкаво просимо в Mooseport (2004) - Брандмауер (2006) - Ми Маршалл (2006) - Загублені хлопчики: Плем'я (2008) (пряме відео) - Бруклін найкращий (2009) - Битва титанів (2010) - Місто (2010) - Загублені хлопчики: Жага (2010) (пряме відео) - Гнів титанів (2012) - Джон Вік (2014) - Сьомий син (2015) - Сікаріо (2015) - Боги Єгипту (2016) - Джон Вік: Розділ 2 (2017) - Вітряна річка (2017) - Поточна війна (2017) - 24 години життя (2017) - Сікаріо: День Сольдадо (2018) - Готель Мумбаї (2018) - Приватна війна (2018) - Джон Вік: Розділ 3 — Парабеллум (2019) - Інформатор (2019) - Нескінченний (2020) - У синцях (2020) - Гренландія (2020) - Вояджери (2021) - Чемпіони країни (2021) - Підрядник (2022) - Чорне місце (2022) - Кохання знову (2023) - Джон Вік: Розділ 4 (2023) - Кандагар (2023) - Людина-мавпа (2024) - Кривава права рука (2024) - Шлях відплати (2024) - Балерина (2025) - Пиловий кролик (2026) - Гренландія: Міграція (2026) - Wind River: The Next Chapter (TBA) | Виконавчий продюсер - Базовий (2003) - Якби тільки (2004) - Мисливці за розумом (2004) - Закони тяжіння (2004) - Нестримні (2010) - Нестримні 2 (2012) - Нестримні 3 (2014) - Зірка народилася (2018) - Робін Гуд (2018) - 62 000:1 Три команди, одне місто, один рік (2019) |  |

### Телебачення
Виконавчий продюсер
- Король пізньої ночі (2012)
- Посланці (2015)
- Втікач (2020)
- Континенталь (TBA)

## Подальше читання
- Barnes, Brooks (6 жовтня 2010). Film Producer on a Roll, With Fingers Crossed. The New York Times. Процитовано 18 квітня 2018.
- Roxborough, Scott (16 травня 2014). Cannes: 'Wrath of the Titans' Producer Basil Iwanyk Joins 'Ivanhoe'. The Hollywood Reporter. The Hollywood Reporter. Процитовано 18 квітня 2018.